# Bắc Miện
Chòm sao Bắc Miện 北冕), (tiếng La Tinh: Corona Borealis) là một trong 48 chòm sao Ptolemy và cũng là một trong 88 chòm sao hiện đại, mang hình ảnh Mũ Miện [Phương] Bắc.
Chòm sao này có diện tích 179 độ vuông, nằm trên thiên cầu bắc, chiếm vị trí thứ 72 trong danh sách các chòm sao theo diện tích.
Chòm sao Bắc Miện nằm kề các chòm sao Vũ Tiên, Mục Phu, Cự Xà.

## Thiên thể
Các thiên thể đáng quan tâm
- Sao biến đổi không chu kì R Coronae Borealis
- Tân tinh T Coronae Borealis